# Finländska Mästerskapsserien i fotboll 1930
Finländska Mästerskapsserien i fotboll 1930 bestod av 8 lag, och IFK Helsingfors vann mästerskapet.

## Tabeller

### Poängtabell
| Nr | Lag                  | S | V | O | F | GM | IM | MS  | P  |
| -- | -------------------- | - | - | - | - | -- | -- | --- | -- |
| 1  | IFK Helsingfors      | 7 | 5 | 2 | 0 | 22 | 7  | +15 | 12 |
| 2  | Turun Palloseura     | 7 | 5 | 2 | 0 | 25 | 12 | +13 | 12 |
| 3  | Helsingin Palloseura | 7 | 4 | 1 | 2 | 26 | 18 | +8  | 9  |
| 4  | Viipurin Palloseura  | 7 | 3 | 1 | 3 | 20 | 16 | +4  | 7  |
| 5  | Vaasan Palloseura    | 7 | 2 | 3 | 2 | 23 | 27 | −4  | 7  |
| 6  | Kronohagens IF       | 7 | 2 | 2 | 3 | 17 | 18 | −1  | 6  |
| 7  | IF Stjärnan          | 7 | 0 | 2 | 5 | 9  | 35 | −26 | 2  |
| 8  | IFK Åbo              | 7 | 0 | 1 | 6 | 9  | 19 | −10 | 1  |

### Resultattabell
| Hemma \ Borta        | HPS | IFS | IFKH | IFKÅ | KIF | TPS | VPS | VIPS |
| Helsingin Palloseura | —   | 5–2 | 1–3  | 2–1  | 3–2 | —   | —   | —    |
| IF Stjärnan          | —   | —   | —    | 1–1  | —   | —   | —   | 0–5  |
| IFK Helsingfors      | —   | 8–1 | —    | —    | 4–0 | 1–1 | —   | —    |
| IFK Åbo              | —   | —   | 1–2  | —    | 3–4 | —   | —   | 0–4  |
| Kronohagens IF       | —   | 4–0 | —    | —    | —   | 3–3 | 4–4 | —    |
| Turun Palloseura     | 3–2 | 9–2 | —    | 1–0  | —   | —   | 3–2 | —    |
| Vaasan Palloseura    | 2–9 | 3–3 | 2–2  | 5–3  | —   | —   | —   | 5–3  |
| Viipurin Palloseura  | 4–4 | —   | 1–2  | —    | 1–0 | 2–5 | —   | —    |

## Avgörande match
Då både IFK Helsingfors och Turun Palloseura slutade på samma poäng spelades en direkt avgörande match om FM-titeln..
|       | 12 oktober 1930 | IFK Helsingfors                              | 4 – 1   | Turun Palloseura   | Tölö bollplan                                 |                                               |
| 14:00 | 14:00           | Holger Salin 51′ Jarl Malmgren 61′, 76′, 79′ | (0 – 0) | 55′ Vieno Nikander | Helsingfors Publik: 3 353 Domare: Matti Aalto | Helsingfors Publik: 3 353 Domare: Matti Aalto |
| 14:00 | 14:00           |                                              |         |                    | Helsingfors Publik: 3 353 Domare: Matti Aalto | Helsingfors Publik: 3 353 Domare: Matti Aalto |
| 14:00 | 14:00           |                                              |         |                    | Helsingfors Publik: 3 353 Domare: Matti Aalto | Helsingfors Publik: 3 353 Domare: Matti Aalto |